# Omamno
Omamno falu Horvátországban Zágráb megyében. Közigazgatásilag Bedenicához tartozik.

## Fekvése
Zágrábtól 30 km-re északkeletre, községközpontjától 1 km-re délnyugatra a Horvát Zagorje területén a megye északi részén fekszik.

## Története
A települést még birtokként 1450-ben említik először.
A falunak 1857-ben 50, 1910-ben 126 lakosa volt. Trianonig Zágráb vármegye Szentivánzelinai járásához tartozott. 2001-ben 159 lakosa volt.

## Nevezetességei
Védett műemlék a 31. szám alatt álló, 19. század végén épült hagyományos egyszintes fa lakóház. Az épület téglalap alaprajzú, tölgyfa deszkából épült, nyeregtetős, tetejét cserép borítja. A belső tér három részből áll. A bejáratnál egy egyszerű baldachin található, és megmaradt az eredeti ácsmunka. A fa kerítéssel körülvett kertben egy nagy, téglából épített melléképület, egy kis fa épület és egy kút található. A kerttel rendelkező ház a Zelina környéki hagyományos építészet jól megmaradt példái közé tartozik.
Ugyancsak védett épület a 32. számú lakóház. A 19. század végén épült hagyományos faház egy földszintes, négyszögletes alaprajzú, tölgyfa deszkából épített, kontytetős ház, amely kívül fehérre van meszelve. A belső tér itt is három részből áll. Fennmaradtak a régi ácsmunkák. A kertben négy melléképület található.